# Rejon biżbulacki
Rejon biżbulacki (biżbulakski) (ros. Бижбулякский район) – jeden z 54 rejonów w Baszkirii. Stolicą regionu jest Biżbulak.
100% populacji stanowi ludność wiejska, ponieważ w regionie nie ma żadnego miasta.